# Essoyes
Essoyes is een gemeente in het Franse departement Aube (regio Grand Est) en telt 650 inwoners (1999). De plaats maakt deel uit van het arrondissement Troyes.
De Franse kunstschilder Pierre-Auguste Renoir kocht hier een huis en bracht hier vanaf 1888 de zomers door met zijn gezin. Zijn echtgenote Aline was afkomstig uit deze gemeente. De schilder en zijn vrouw liggen begraven op de gemeentelijke begraafplaats. Het huis van Pierre-Auguste en Aline Renoir is sinds 2017 opengesteld voor het publiek. Dit omvat zijn schildersatelier in de achtertuin. Verder is er in het Centre culturel L'Espace des Renoir in het centrum van de gemeente een permanente tentoonstelling over het leven van de Renoirs in Essoyes.
De gemeente ligt in de wijnstreek Côte des Bar.

## Geografie
De oppervlakte van Essoyes bedraagt 36,1 km², de bevolkingsdichtheid is 18,0 inwoners per km². De Ource stroomt door de gemeente.
De onderstaande kaart toont de ligging van Essoyes met de belangrijkste infrastructuur en aangrenzende gemeenten.

## Demografie
Onderstaande figuur toont het verloop van het inwonertal (bron: INSEE-tellingen).

Vanwege een beveiligingsprobleem met de MediaWiki Graph-software is het momenteel niet mogelijk deze grafiek weer te geven. Zodra de software is bijgewerkt zal de grafiek vanzelf weer zichtbaar worden.